# ست إت أب (دبر الموعد) (فلم)
دبر الموعد هو فيلم أمريكي رومانسي كوميدي صدر عام 2018 ، الفيلم من إخراج كلير سكانلون وكتبته كاتي سيلبرمان، الفيلم من بطولة زوي دويتش، غلين بويل، تايي تايلور ولوسي ليو.  الفيلم يروي قصة مساعدين شخصيين يحاولون تدبير موعد رومانسي لرؤسائهم في العمل في مدينة نيويورك. صدر الفيلم في 15 يونيو / حزيران 2018 علي نيتفليكس.

## الطاقم
- زوي دويتش في دور هاربر مور، مساعدة كيرستن
- غلين باول في دورشارلي يونج، مساعد ريك
- لوسي ليو في دور كريستين ستيفن، رئيس هاربر
- تايي تايلور في دور ريتشارد «ريك» أوتيس، مدرب تشارلي
- جوان سمولز في دور سوزي، صديقة تشارلي
- ميريديث  في دور بيكا هاربر
- بيت ديفيدسون في دور دنكان
- جون  في دور مايك، خطيب بيكا
- تيتوس بورغيس تيم، بواب
- نوح روبنز المتدرب بو

## الإصدار
صدر الفيلم في 15 يونيو / حزيران 2018.

## الاستقبال
حصل الفيلم في المراجعة المجمعة علي موقع الطماطم الفاسدة 89% من تقيمات عددها 44 و متوسط تصنيف من 6.9/10. في Metacritic, حصل الفيلم علي متوسط درجة 61 من أصل 100 من  13 ناقد، أغلبية التقيمات تشير الي «عموما ملاحظات إيجابية».

## امكانية حدوث جزء مكمل
سكانلون قد قال في المقابلات  أن لديها أفكار ممكنة لتكملة القصة في جزء ثاني في حالة أن تطلب نيتفليكس.

## روابط خارجية
- مقالات تستعمل روابط فنية بلا صلة مع ويكي بيانات